# Wapen van Zwake

Het wapen van Zwake

Het wapen van Zwake hoorde toe aan de Zeeuwse ambachtsheerlijkheid Zwake en het is tevens het wapen van de familie Recourt de Lens de Licques. De ambachtsheerlijkheid was sinds 1815 een gemeente met de naam Oost- en Middelzwake (ook wel Zwake, Zwake en Middelzwake genoemd) tot het op 1 januari 1816 overging naar de gemeente 's-Gravenpolder. Het wapen werd na de opheffing van de gemeente bevestigd bij besluit van de Hoge Raad van Adel op 31 juli 1817.

## Blazoenering

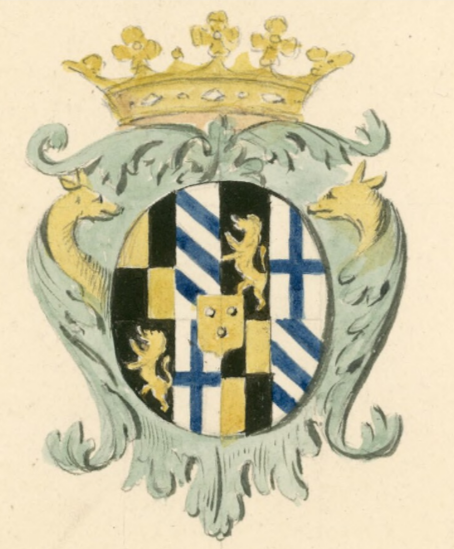
Heerlijkheidswapen 1818-1819

Hoewel alleen een tekening bestaat, zou de blazoenering van het wapen als volgt kunnen luiden:
Gevierendeeld: I en IV gedeeld a gevierendeeld van goud en sabel, b in zilver 3 schuinbalken van azuur, II en III gedeeld a in sabel een leeuw van goud, b in zilver een kruis van azuur; een hartschild van goud, beladen met 3 ballen van zilver, geplaatst 2 en 1.
Het wapen is in vieren gedeeld, hierdoor zijn het eerste en vierde kwartier gelijk aan elkaar, net als het tweede en derde. Alle vier de kwartieren zijn zelf ook weer gedeeld, hiervan zijn de delen a van het eerste en vierde kwartier zelf ook gekwartierd. Over de vier kwartieren heen is een gouden hartschild geplaatst, hierop zijn drie zilveren ballen geplaatst. In dit geval zijn de overleverde kleuren niet correct, de bollen op het hartschild horen rood te zijn. Dit hartschild, en daarmee het gehele wapen, is (door de fout in het wapen) een raadselwapen. Op het titelblad van de historisch-topografische atlas "Zelandia Illustrata", (circa 1800) komt het wapen voor als zoals het hartschild, drie bollen van keel op een gouden veld; gelijk het wapen van graafschap Boulogne. Tussen 1818 - 1819 komt het wapen van "Swaeke" voor als een rond schild, met groene barokke omlijsting, met daarin twee gouden reeënkoppen aan iedere zijde. Het schild is met een markiezenkroon gedekt.

## Herkomst wapenstukken
Alle vakken in het wapen zijn afkomstig van wapens van eerdere heersers over het gebied van Zwake. Het oudste wapen is hierbij het wapen van wat nu Licques is in de Franse regio Pas-de-Calais. De eigenaaren van Licques hebben ook grond rondom Zwake in hun bezit gehad, om die reden is het wapen van Licques opgenomen in het wapen van de heerlijkheid Zwake. De graven van Licques hebben ook Camblain-Châtelain tot hun bezittingen mogen rekenen en het wapen van Camblain-Châtelain werd dan ook opgenomen in het wapen van Zwake. De zwarte velden met daarop een gouden leeuw zijn uit het wapen van het Hertogdom Brabant. De hertogen van Brabant waren verwant aan de heren van Wittem, waardoor het kruis van de Limburgse plaats in het wapen van het Zeeuwse Zwake is opgenomen. Het hartschild is afgeleid van het wapen van Franse graafschap Boulogne, waar de plaats Boulogne-sur-Mer nog van over is.

## Verwante wapens

Het wapen van Licques
Het wapen van Camblain-Châtelain
Het wapen van Wittem van vóór 1983
Het wapen van het Hertogdom Brabant
Het wapen van Noord-Brabant
Het wapen van het Graafschap Boulogne
Het wapen van Boulogne-sur-Mer

Aagtekerke
· Aardenburg
· Arnemuiden
· Axel
· Baarland
· Bath
· Biervliet
· Biggekerke
· Bloois
· Bommenede
· Borssele
· Boschkapelle
· Botland
· Breskens
· Brigdamme
· Brijdorpe
· Brouwershaven
· Bruinisse
· Burgh
· Buttinge
· Cadzand
· Clinge
· Colijnsplaat
· Domburg
· Dreischor
· Driewegen
· Duiveland
· Duivendijke
· Elkerzee
· Ellemeet
· Ellewoutsdijk
· Eversdijk
· Gapinge
· Graauw en Langendam
· 's-Gravenpolder
· Grijpskerke
· Groede
· Haamstede
· 's-Heer Abtskerke
· 's-Heer Arendskerke
· 's-Heer Hendrikskinderen
· 's-Heerenhoek
· Heille
· Heinkenszand
· Hengstdijk
· Hoedekenskerke
· Hoek
· Hontenisse
· Hoofdplaat
· Hoogelande
· IJzendijke
· Kapelle
· Kats
· Kattendijke
· Kerkwerve
· Klaaskinderkerke
· Kleverskerke
· Kloetinge
· Koewacht
· Kortgene
· Koudekerke
· Krabbendijke
· Kruiningen
· Looperskapelle
· Maire
· Mariekerke
· Meliskerke
· Middenschouwen
· Nieuw- en Sint Joosland
· Nieuwerkerk
· Nieuwerkerke
· Nieuwlande
· Nieuwvliet
· Nisse
· Noordgouwe
· Noordwelle
· Oostburg
· Oosterland
· Oostkapelle
· Oost-Souburg
· Oost- en West-Souburg
· Ossenisse
· Oud-Vossemeer
· Oudelande
· Ouwerkerk
· Overslag
· Ovezande
· Philippine
· Poortvliet
· Renesse
· Rengerskerke en Zuidland
· Retranchement
· Rilland
· Rilland-Bath
· Ritthem
· Sas van Gent
· Scherpenisse
· Schoondijke
· Schore
· Serooskerke (Schouwen-Duiveland)
· Serooskerke (Veere)
· Sinoutskerke en Baarsdorp
· Sint Anna ter Muiden
· Sint-Annaland
· Sint Jansteen
· Sint Kruis
· Sint Laurens
· Sint-Maartensdijk
· Sint Philipsland
· Sirjansland
· Sluis
· Sluis-Aardenburg
· Stavenisse
· Stoppeldijk
· Valkenisse (Walcheren)
· Valkenisse (Zuid-Beveland)
· Vogelwaarde
· Vrouwenpolder
· Waarde
· Waterlandkerkje
· Wemeldinge
· West-Souburg
· Westdorpe
· Westenschouwen
· Westerschouwen
· Westkapelle
· Westkapelle-Buiten en Sirpoppekerke
· Westkerke
· Wissekerke
· Wissenkerke
· Wolphaartsdijk
· Yerseke
· Zaamslag
· Zierikzee
· Zonnemaire
· Zoutelande
· Zuiddorpe
· Zuidzande
· Zwake

Dorpswapens: Geersdijk
· Hansweert
· Kamperland